# Alfons Brendel
Alfons Brendel (geb. 18. März 1912 in München, gestorben 1995 in München, zwei Kinder) war ein deutscher SS-Sturmbannführer. Er war zeitweilig Kommandeur der SS-Schule im niederländischen Avegoor nahe Arnheim.

## Lebensweg
Nach dem Besuch der Volks- und Real-, dann der Oberrealschule legte Brendel 1931 seine Abiturprüfung ab. In den Jahren 1931 und 1932 besuchte Brendel die Lehrerbildungsanstalt Pasing, wo er 1932 das Lehrerexamen ablegte. Er war danach an mehreren Münchner Volksschulen tätig und wurde schließlich 1936 als Hilfslehrer in Grünwald bei München fest angestellt. Brendel studierte sieben Semester an der Universität München, unter anderem die Fächer Geschichte, Pädagogik und Geopolitik. Zu Brendels Lehrern gehörten der Pädagoge Aloys Fischer, die Philosophen Richard Hönigswald und Hans Grunsky und der Historiker Karl Alexander von Müller. Brendels Doktorarbeit wurde anfangs von Aloys Fischer betreut; nachdem dieser am 23. November 1937 verstorben war, wurde der Kulturphilosoph Georg Burckhardt Brendels Doktorvater. Im Jahr 1938 wurde Brendel mit seiner Dissertation über Die psychologischen Voraussetzungen zu einer neuen Rechtschreibreform zum Dr. phil. promoviert; sie erschien 1938 in Leipzig. 
Brendel trat zum 1. Mai 1933 in die NSDAP ein (Mitgliedsnummer 3.203.863). Er war Abteilungsleiter im Nationalsozialistischen Studentenbund (NSDStB). In der Hitlerjugend (HJ) war Brendel Vertrauenslehrer und Dietwart. Im Nationalsozialistischen Lehrerbund (NSLB) wurde Brendel Kreisamtsleiter für das Kreisamt Oberbayern. Am 1. Oktober 1933 trat Brendel in die SS ein (SS-Nummer 142.204); im November 1936 wurde er zum Untersturmführer (UStuf.) der allgemeinen SS befördert, im April 1939 zum Obersturmführer (OStuf.).
Er wurde Lektor bei der Reichsstelle zur Förderung deutschen Schrifttums. Brendel war Mitarbeiter im Rassenpolitischen Amt sowie in der Arbeitsgemeinschaft für weltanschauliche Schulung der NSDAP im Gau München/Oberbayern.
Im Juli und August 1933 nahm Brendel an einem Lehrgang des Reichskuratoriums für Leibesertüchtigung, im November 1936 an einem Kurzlehrgang der Führerschule des Berliner Hochschulinstituts für Leibesübungen in Neustrelitz teil. Brendel war als Fechtlehrer an der SS-Junkerschule Bad Tölz tätig. Ab April 1937 war er Sportreferent und Sportlehrer im SS-Oberabschnitt Süd.
Vom 28. September 1938 bis zum 5. November 1938 war Brendel Zugführer der 1. SS-Totenkopf-Standarte „Oberbayern“. Die SS-Totenkopfverbände waren die für die Bewachung der Konzentrationslager (KZ) zuständigen Einheiten der SS. Von September 1939 bis April 1941 diente Brendel als Kompanieführer im Rang eines SS-Obersturmführers der Reserve (OStuf. d. R.) beim 4. SS-Infanterie-Regiment. Ab 1. März 1940 war Brendel als Untersturmführer (UStuf.) der Waffen-SS Führer der 3./4. SS-Totenkopf-Standarte „Ostmark“ (1940), anschließend von April 1941 bis Januar 1942 Kompanieführer bei der Stabskompanie der Waffen-SS des Höheren Polizei- und SS-Führers (HSSPF) der besetzten Niederlande Hanns Albin Rauter. Im September 1940 wohnte Brendel in Den Haag bzw. im Hotel „Savoy“ in Scheveningen. Von Januar bis April 1941 war Brendel Sportreferent beim Höheren SS- und Polizeiführer (HSSPF) Belgien-Nordfrankreich, Richard Jungclaus, der von August 1940 bis April 1942 Berater der niederländischen SS war.
1941 wurde Brendel zum SS-Hauptsturmführer (HStuf.) befördert. Vom 1. April bis September 1941 war er Führer der Stabskompanie der Waffen-SS Niederlande, die später im „SS-Wachbataillon Nordwest“ aufging und für die Bewachung der Konzentrationslager in den Niederlanden eingesetzt wurde. Am 7. Oktober 1941 wurde Brendel Hauptsturmführer der Reserve.
Ab 1. Mai 1941 war Brendel zugleich auf dem Landgut Avegoor nahe Arnheim in den Niederlanden tätig. Vom 4. Oktober 1941 bis zum 10. Mai 1942 war er Kommandeur der SS-Schule Avegoor (im Landhaus Avegoor bei Ellekom in der Gemeinde Rheden nahe Arnheim im Gelderland), die der militärischen Ausbildung und weltanschaulichen Schulung vor allem von niederländischen SS-Freiwilligen diente. Brendel hielt dort zahlreiche Vorträge zur weltanschaulichen Erziehung. 
Von Mai bis September 1942 war Brendel der SS-Division „Wiking“ zugeteilt, der ausländische Freiwillige aus – wie es im nationalsozialistischen Sprachgebrauch hieß – „germanischen bzw. artverwandten Völkern“ angehörten (Flamen, Niederländer, Esten, Wallonen, Dänen, Schweden, Norweger und Finnen). 
Während dieser Zeit stand die SS-Schule Avegoor unter dem Kommando von SS-Obersturmführer Horst Schwertfeger (geb. 13. August 1916). Ab September 1942 übernahm dann wieder Brendel die Führung der SS-Schule Avegoor.
Der Nationale Jeugdstorm (NJS; dt.: „Nationaler Jugendsturm“), das Feldersatz-Bataillon der SS-Freiwilligen-Brigade „Landstorm Nederland“, wurde von Brendel kommandiert, der am 9. November 1943 zum SS-Sturmbannführer der Reserve der Waffen-SS befördert worden war.
Brendels weiterer Lebensweg ist unbekannt. Möglicherweise ist der hier behandelte SS-Offizier identisch mit dem 1912 in München geborenen Pädagogen Alfons Brendel, der Schulbücher wie Realschulabschluss Deutsch: Gliederungen zu Prüfungsthemen für den Realschulabschluss (mit Josef Bruckmoser, Manz-Verlag, München 1970), Textanalysen II: Untersuchung von Texten (mit I. Brack-v. Wins und Victoria Schmitz; erste Auflage 1977, siebte Auflage 1984), Arbeit mit Gebrauchstexten. Eine Lernhilfe zur Textanalyse für Schüler der berufsbildenden Schulen (mit Heiko Pohlmann; Manz-Verlag, München 1987) und Prüfungsfach: Deutscher Aufsatz (7. Auflage 1979, 14. Auflage 1986) (mit-)verfasst hat, die vom Anfang der 1970er bis zur Mitte der 1980er Jahre in etlichen Auflagen erschienen sind.

## Quelle
- Hans-Christian Harten, „Weltanschauliche Schulung der SS und der Polizei im Nationalsozialismus: Zusammenstellung personenbezogener Daten“, PeDocs 2017, 531 S., S. 59